# Szentléránt
Szentléránt 1939-ben Sorkifaludba olvadt egykori község Vas vármegyében, a Szombathelyi járásban.

## Fekvése
Szombathelytől 18 kilométerre délkeletre, a Sorok-patak jobb partján fekszik, a községközponttól mintegy 1 kilométerre délre.
Közúton a 8702-es úton, vasúton a Szombathely–Nagykanizsa-vasútvonalon érhető el; utóbbinak itteni megállóhelye (Szentléránt megállóhely) a belterülettől pár száz méterre nyugatra helyezkedik el.

## Nevének eredete
Nevét Szent Lénárdnak szentelt templomáról kapta.

## Története
1332-ben Scenthloranth, 1337-ben Sanctus Leonardus, 1381-ben Zenthleonard néven említik. 1449-ben plébánosát említik Plebanus de S. Leonardo alakban. 1463-ban Zenthleranth, 1484-ben Sanctus Leonardus néven szerepel az írott forrásokban.
Vályi András szerint „SZENT LÉRÁNT. Magyar falu Vas Várm. földes Urai több Urak, lakosai katolikusok, fekszik Kisfaludnak szomszédságában; határja jól termő.”
Fényes Elek szerint „Szent-Léránt, magyar falu, Vas vmegyében, 126 kath. lak., paroch. szentegyházzal. F. u. Sümeghy és Szecsödy családok. Ut. p. Szombathely.”
Vas vármegye monográfiájában „Szent-Lénárt, magyar község, 34 házzal és 283 r. kath. és ág. ev. lakossal. Postája Dömötöri, távírója Molnári. A körjegyzőség székhelye. Plébániája 1698-ban már virágzott. Földesurai voltak a Póka és a felsőőri Bertha családok. A község a Szombathelyről N.-Kanizsa felé vezető vasútvonal mentén fekszik.”
Régi kisnemesi község, itt áll az egyesített település egyetlen temploma.  1939-ben Sorkikisfaluddal és Dömötörivel egyesítették Sorkikisfalud néven, ennek nevét 1943-ban változtatták Sorkifaludra.